# Cassewinicakreek
De Cassewinicakreek is een rivier in Suriname. De kreek stroomt door het natuurreservaat Copi in het district Commewijne en mondt uit in de Commewijnerivier.
In de koloniale tijd bevonden zich plantages langs de rivier. De plantage Roseland werd in 1819 verlaten en werd met de vestiging van inheemse Karaïben voortgezet onder de naam Copi.
Cassewinica herinnert in 2010 aan de uitspraak van Desi Bouterse, waarin hij het over hemzelf had als de "een kleine indiaan uit Kaswinika" die het tot president had geschopt. Hiermee verwees hij naar zou Arowakse grootmoeder grootmoeder Josephina Emelina die met Henri Bouterse op een houtplantage aan de Cassewinicakreek woonde.